# Варфу Деалулуј (Сучава)
Варфу Деалулуј (рум. Vârfu Dealului) насеље је у Румунији у округу Сучава у општини Партештиј де Жос. Oпштина се налази на надморској висини од 545 m.

## Становништво
Према подацима из 2002. године у насељу је живело 139 становника, од којих су сви румунске националности.